# سلمى سالم
سلمى سالم (1 فبراير 1973 -)، ممثلة عراقية تعيش في الكويت بمعاملة كويتية، انتقلت إليها عام 2006 واستمرت بالتمثيل هناك.

## حياتها الخاصة
ولدت في بغداد، كانت في صغرها تشارك في الإحتفالات المدرسية فأحبت الفن، وهي خريجة كلية الفنون الجميلة في بغداد قسم التمثيل، تزوجت من رجل كويتي ورزقت بإبنها الوحيد «يوسف». وقد حصلت بموجب هذا الزواج على الجنسية الكويتية في عام 2018 وقد سُحبت الجنسية منها بعد إلغاء قرار تجنيس زوجات الكويتيين بعام 2024.

## مشوارها المهني
بدأت مشوارها كعارضة أزياء لفترة طويلة ثم عملت في مجال تصميم الأزياء، وأثناء أحد العروض عرض عليها المخرج صلاح كرم المشاركة في مسلسل تاريخي حمل عنوان «أبو جعفر المنصور» في عام 1998، إعتذرت بداية لصغر الدور والذي كان في سبع حلقات لكن إصرار المخرج على تواجدها في العمل وإقتناعه بأنها تمتلك الموهبة جعله يغير قراره مسندا إليها 27 حلقة مجسدة دور «سعاد» حبيبة جعفر ابن أبو جعفر المنصور صور العمل ما بين العراق وسوريا، وقد حصد العديد من الجوائز محليا وعربيًا قدمت بعدها العديد من الأعمال أبرزها مسلسل «أيام التحدي» الذي تمحور عن الحرب العراقية الإيرانية مجسدة دور «سمر» زوجة صلاح ضابط المخابرات العراقية والتي جسدها الفنان عبد الستار البصري. كانت لها تجربة تقديم البرامج من خلال البرنامج التعليمي الثقافي «الإنصاف في مسائل الخلاف» بين الكوفيين والبصريين والذي طرح نقاط الخلاف بين نحوي الكوفة والبصرة وعرض على قناة الشباب، قدمت فيلم تسجيلي عن «اليورانيوم» في العراق وحقق جوائز عديدة  ثم قدمت برنامج “أسئلة وأغاني “ من إعداد الفنان «فاروق هلال» كما شاركت في «مسلسل شخصيات لم ينصفها التاريخ» وتناول موضوع الشخصيات التي أُنكر فضلها سواء كانوا أُناس كانت لهم بصمة خير لا تنكر ولكن لم ينصفها التاريخ، شاركت بمسلسل «القضية 238 » وجسدت دور المعلمة «سعاد» التي تعمل في قرية الرواشد بمحافظة ديالى ويتم تزويجها «زواج الفصلية» كما ناقش العمل قضية إشعاع اليورانيوم وفي رمضان 2002 شاركت في مسلسلي ظرفاء ولكن و «جواهر»، آخر أعمالها في بلدها كان مسلسل «شارع 40» الإجتماعي عام 2002 بدور عفاف المرأة التي تعاني من تسلط زوجها، قدمت أعمالاً متعددة في المسرح العراقي جعلت النقاد يشيرون إلى قدراتها التمثيلية.

### مغادرتها العراق والعودة
حزمت أمتعتها وغادرت العراق في آواخر العام 2003 بعد الإحتلال الأمريكي للعراق بعد العنف الذي شهده الشارع العراقي وإنعدام الأمن وعدم قدرتها على مزوالة نشاطها المهني وازدياد التهديدات ضد الممثلات وبرغم صعوبة قرارها في السفر إلا أنه كان السبيل الوحيد للحفاظ على حياتها، انتقلت لتقيم فترة في الأردن ثم إلى الكويت حيث استقرت هناك بعد زواجها
في ديسمبر 2021 عادت إلى العراق  للمشاركة كعضو لجنة تحكيم في مسابقة الحلم الذهبي
عام 2022 شاركت في أول مسلسل عراقي كويتي مشترك بعد ثلاثين عاماً انتقام مشروع بشخصية "بثينة" والدة "نور " صور العمل ما بين بغداد والكويت

### دخولها للتمثيل في الخليج
كان السبب الرئيسي في دخولها الساحة الفنية الخليجية هو المخرج فؤاد الشطي حيث تقدمت حينها بطلب إلى المسرح العربي، أول أعمالها في الكويت عام 2006 تلقت إتصالا من الفنان عبد الحسين عبد الرضا عارضا عليها العمل في مسلسل حبل المودة حينها كان تواجه صعوبة بأداء اللهجة الكويتية لكن تغلبت على ذلك بعدما قضى المخرج العراقي فاروق القيسي فترة طويلة يدربها عليها لتتقنها وقد اختارها لأنه كان بحاجة إلى فتاة جميلة الصورة تلعب دور الزوجة الثانية، وكانت المواصفات تنطبق عليها ولكونها وجه جديد بالنسبة للدراما الكويتية، اكتسبت بعدها شهرة وانتشارا أوسع في الوطن العربي، ولم يقتصر عملها الفني فقط في الكويت فقد شاركت في قطر بالعام التالي خلال المسلسل الدرامي الإجتماعي نعم ولا، تميزت بالشخصيات الشريرة موضحة بأن ملامحها الحادة جعلت المنتجين يرغبون تجسيدها للأدوار الشريرة.
في أغسطس 2017 أكدت عدم رفضها المشاركة في الأعمال المسرحية في الكويت، لكنها لم تتلق ما يناسبها من أدوار كي تكون إحدى نجوم أي عمل مسرحي، قائلة بلقاء صحفي في جريدة القبس: 
في يوليو 2021 شاركت في أول عمل مسرحي خليجي بعنوان «استنزال موضي وقماشة» بمشاركة هيا الشعيبي وخالد العجيرب.

## أعمالها

### في التلفزيون
| سنة الإنتاج | اسم المسلسل                   | الشخصية       |
| ----------- | ----------------------------- | ------------- |
| 1998        | أبو جعفر المنصور              | سعاد          |
| 2000        | أيام التحدي                   | سمر           |
| 2001        | شخصيات لم يُنصفها التاريخ      | زينب          |
| 2001        | القضية 238                    | سعاد          |
| 2002        | جواهر                         | عدة شخصيات    |
| 2002        | صمود الأبطال                  |               |
| 2002        | ظُرفاء ولكن                    | عدة شخصيات    |
| 2002        | شارع 40                       | عفاف          |
| 2006        | حبل المودة                    | دلال          |
| 2007        | تاكسي تحت الطلب               | حليمة         |
| 2007        | نعم ولا                       | وضحى          |
| 2008        | وشائت الأقدار                 | بدور          |
| 2008        | لاهوب                         | عالية         |
| 2008        | سقوط الأقنعة                  | وعد           |
| 2008        | مسك وعنبر                     | عدة شخصيات    |
| 2008        | العرس الخليجي: يوم العمر      |               |
| 2009        | نور عيني                      | نجاة          |
| 2009        | رسائل من صدف                  | نورية         |
| 2009        | قلوب حائرة                    | العنود        |
| 2009        | الاعتذار                      | خلود          |
| 2009        | الورثة                        | نوال          |
| 2009        | امرأة وأخرى                   | أمل           |
| 2009        | سارة                          | نوال          |
| 2009        | الظل الأبيض                   | غنيمة         |
| 2010        | يا صديقي                      | أم عبد الله   |
| 2010        | الحب اللي كان                 | لطيفة         |
| 2010        | ليلة عيد                      | موضي          |
| 2010        | المزواج الجزء الثاني عام 2011 | ضيفة الحلقات  |
| 2011        | بنات سكر نبات                 | مشاعل         |
| 2011        | الدخيلة                       | بدرية         |
| 2011        | أخبار البطاطا - برنامج        | ضيفة الحلقات  |
| 2011        | سعيد الحظ                     | نسرين         |
| 2011        | الفلتة                        | سلمى          |
| 2011        | علمني كيف أنساك               | بدرية         |
| 2011        | جفنات العنب                   | حصة           |
| 2012        | امرأة تبحث عن المغفرة         | أميرة         |
| 2012        | مذكرات عائلية جداً             | عائشة         |
| 2012        | لا وجود للحب                  | شروق          |
| 2013        | إلين اليوم                    | عبير          |
| 2013        | مطلقات صغيرات                 | نادية         |
| 2013        | بركان ناعم: نهاية غرام        | مريم          |
| 2014        | تذكرة داوود                   | ضيفة الحلقات  |
| 2014        | سقف واحد                      | نشمية         |
| 2014        | كسر الخواطر                   | شريفة         |
| 2014        | غريب بين أهله                 | قماشة         |
| 2015        | دبي لندن دبي                  | أم سلطان      |
| 2015        | لك يوم                        | نوال          |
| 2015        | الحب الحلال                   | فاطمة         |
| 2016        | نوايا                         | فتوح          |
| 2016        | الوجة المستعار                | فاطمة         |
| 2016        | دكتوراه في الحب               | أماني         |
| 2016        | جود                           | أميرة         |
| 2016        | لقيت روحي                     | أم أحمد       |
| 2018        | سامحني خطيت                   | ليلى          |
| 2018        | التاسع من فبراير              | روحية         |
| 2018        | عمود البيت                    | وسمية         |
| 2019        | إفراج مشروط                   | عواطف المصلاح |
| 2019        | أنا عندي نص                   | غنيمة         |
| 2020        | مساحات خالية                  | سعاد          |
| 2020        | ورود ملونة                    | خالدة         |
| 2021        | داشين الطوفة                  | انتصار        |
| 2022        | نساء قلن لا                   | عدة شخصيات    |
| 2022        | انتقام مشروع                  | بثينة         |
| 2022        | عند شارع 9                    | سناء          |
| 2022        | خط أحمر                       | لولوة         |
| 2023        | البوشية                       | موضي          |
| 2024        | هود الليل                     | فطوم          |
| 2024        | متى الأيام                    | أمينة         |
| 2025        | الدوامة                       | حصة           |

### في المسرح
| سنة الإنتاج | المسرحية                             | الشخصية |
| ----------- | ------------------------------------ | ------- |
| 2000        | أوكسجين                              |         |
| 2001        | إنت فين والحب فين                    | ليلى    |
| 2002        | مواويل باب الآغا                     |         |
| 2021        | استنزال موضي وقماشة مسرحية تلفزيونية | موضي    |

### تقديم البرامج
| سنة الإنتاج | اسم البرنامج            | عرض على        |
| ----------- | ----------------------- | -------------- |
| 2001        | الإنصاف في مسائل الخلاف | تلفزيون الشباب |
| 2001        | أسئلة وأغاني            | تلفزيون العراق |

## روابط خارجية
- سلمى سالم على موقع قاعدة بيانات الأفلام العربية